# غلين كيلي (ملاكم)
غلين كيلي (بالإنجليزية: Glen Kelly)‏ مواليد 8 مارس 1971 في نيوساوث ويلز، هو ملاكم محترف أسترالي يصنف ضمن فئة وزن خفيف الثقيل.

## المسيرة الاحترافية
من نزالاته:
- خسر أمام ديفيد هاي بالضربة الفنية القاضية (04-03-2005).

## إحصائيات
خاض خلال مسيرته 35 نزالا، فاز في 31 وتعادل في 1 وخسر في 3. فاز بالضربة القاضية في 17 نزالا.

## روابط خارجية
- غلين كيلي على موقع بوكس ريك (الإنجليزية) (registration required)